# Galesville
Galesville is een plaats (city) in de Amerikaanse staat Wisconsin, en valt bestuurlijk gezien onder Trempealeau County.

## Demografie
Bij de volkstelling in 2000 werd het aantal inwoners vastgesteld op 1427. In 2006 is het aantal inwoners door het United States Census Bureau geschat op 1442, een stijging van 15 (1,1%).

## Geografie
Volgens het United States Census Bureau beslaat de plaats een oppervlakte van 3,0 km², waarvan 2,8 km² land en 0,2 km² water. Galesville ligt op ongeveer 222 m boven zeeniveau.

## Plaatsen in de nabije omgeving
De onderstaande figuur toont nabijgelegen plaatsen in een straal van 20 km rond Galesville.

## Geboren
- Nicholas Ray (1911-1979), filmregisseur